# 獵巫者
《獵巫者》（英語：The Witchfinders）是英國科幻電視劇《異世奇人》系列11的第8集，是整個劇集的第284個故事，於2018年11月25日在英國廣播公司第一台首播。本集由喬伊·威爾金森編劇，薩利·阿帕拉哈米安執導。
第十三任博士（朱迪·惠特克飾）和同伴格雷姆·奧布萊恩（布拉德利·沃爾什飾）、瑞恩·辛克萊（托辛·科爾飾）以及婭斯敏·坎（曼迪·吉爾飾）來到17世紀的蘭開夏郡，發現他們被捲入當地領主以及詹姆士國王（艾倫·康明飾）的獵巫行動當中。
本集在英國播出當晚的收視人數為566萬，總收視人數為721萬，獲得了正面好評。

## 故事梗概
博士和同伴來到1612年蘭開夏郡的一座村莊，他們正遇到村中的一位老人忒斯頓被指控為女巫，當眾被進入河水處死。博士試圖拯救她但未能成功。為了阻止更多的悲劇發生，博士告訴施刑者——當地的領主貝卡·撒維治自己是獵巫將軍。詹姆士國王隨後來到此處，他同樣迷戀獵巫行動，使得事情更加複雜，他將博士誤認為是格雷姆·奧布萊恩的助手。與此同時，婭斯敏婭斯敏結識了那位被處死老人的孫女維拉，並幫助她擺脫了泥地觸手的襲擊。維拉是貝卡·撒維治的表親。當獵巫行動的受害者陸續開始復活時，博士意識到獵巫的起因是可能與外星生物有關。
當博士和同伴被目睹與這些復活的屍體在一起，她同樣被指控為是女巫。博士被貝卡·撒維治和詹姆士國王以同樣的方式判處死刑，但是她採用用魔術師胡迪尼的脫逃術倖免於難。博士在被施刑時發現貝卡不能觸碰用作刑具的木材。當復活的屍體開始攻擊眾人時，貝卡承認她之前在山上伐樹之時被外星人附體，她開始試圖尋找治愈方法。
原來外星生物佔據了貝卡的身體。博士認為貝卡砍中的那棵樹是一座高科技監獄，將戰爭罪犯外星生物摩拉克斯囚禁在地球上。摩拉克斯被貝卡釋放之後，計劃侵佔詹姆士國王的身體以統治人類。博士用燃燒的樹枝營救出被困的國王，並迫使摩拉克斯人離開屍體內。摩拉克斯女王試圖繼續佔據貝卡的身體，國王用劍將她們一同殺死。博士重新囚禁了摩拉克斯人。轉天之後，國王表示這裡發生的一切不會被記錄在案，並和維拉一起目送博士和同伴們乘坐塔迪斯離開。

### 與其他作品關聯
在本集的結尾處，格雷姆·奧布萊恩警告詹姆斯國王不要恢復女巫審判時，他引用了昆汀·塔倫提諾執導的電影《低俗小说》中的經典台詞——聖經章節中的以西結書25:17。

## 製作
《獵巫者》的外景在威爾士以及位於英格蘭戈斯波特的呈現17世紀鄉村生活的小伍德漢姆博物館拍攝。本集拍攝於2018年2月，由薩利·阿帕拉哈米安執導。

## 發行與反響
| 綜合得分         | 綜合得分 |
| 來源             | 評分     |
| ---------------- | -------- |
| 爛番茄（平均分） | 7.83     |
| 爛番茄（新鮮度） | 95%      |
| 評論得分         |          |
| 來源             | 評分     |
| 《娛樂周刊》     | B+       |
| 《每日鏡報》     | [ 8 ]    |
| 《Metro》        | [ 9 ]    |
| 《紐約 (雜誌)》  | [ 10 ]   |
| 《廣播時報》     | [ 11 ]   |
| 《影音俱樂部》   | B+       |
| 《每日電訊報》   | [ 13 ]   |
| 《獨立報》       | [ 14 ]   |
| 《TV Fanatic》   | [ 15 ]   |

### 提前播出
亞馬遜Prime由於誤將《獵巫者》當作本系列的第7集《咔寶！》上載到服務器，其訂閱用戶可在英國廣播公司第一台首播前三天看到本集。

### 收視
《獵巫者》在英國播出當晚收視人數為566萬，收視份額為27.9%，位列當晚收視第4位，整周的當晚收視率在所有頻道排名第9。總收視人數為721萬，一周排名第17，本集的欣賞指數為81分。

### 評價
《獵巫者》獲得了正面好評，艾倫·康明的表演受到稱讚。本集在爛番茄網站上獲得了95%的新鮮度，平均得分7.83/10（22位劇評人）。

## 資料來源
1. ↑  Jeffrey, Morgan. . Digital Spy. 2018年11月25日  [2018年12月15日]. （原始内容存档于2021-01-26） （英语）.
2. ↑  Pearce, Tilly. . 2018年11月25日  [2018年12月15日]. （原始内容存档于2021-01-11） （英语）.
3. ↑  . YouTube (Doctor Who). 2018年11月29日  [2018年12月12日]. （原始内容存档于2021-01-25） （英语）.
4. ↑  George, David. . The News (Portsmouth). 2018年11月23日  [2018年12月12日]. （原始内容存档于2019-07-18） （英语）.
5. ↑  Laford, Andrea. . Cultbox. 2018年10月5日  [2018年12月12日]. （原始内容存档于2021-01-25） （英语）.
6. 1 2 3  . 爛番茄.   [2018年12月12日]. （原始内容存档于2018-12-03） （英语）.
7. ↑  Coggan, Devan. . 娛樂周刊. 2018年11月25日  [2018年12月12日]. （原始内容存档于2021-01-11） （美国英语）.
8. 1 2  Jackson, Daniel. . 每日鏡報. 2018年11月25日  [2018年12月12日]. （原始内容存档于2018-11-25） （英语）.
9. ↑  Pearce, Tilly. . Metro (British newspaper). 2018年11月25日  [2018年12月12日]. （原始内容存档于2021-01-11） （英语）.
10. ↑  Ruediger, Ross. . 紐約 (雜誌). 2018年11月26日  [2018年12月12日]. （原始内容存档于2021-01-26） （英语）.
11. 1 2  Mulkern, Patrick. . 廣播時報. 2018年11月25日  [2018年12月12日]. （原始内容存档于2018-11-26） （英语）.
12. ↑  Siede, Caroline. . 影音俱樂部. 2018年11月26日  [2018年12月12日]. （原始内容存档于2021-01-23） （英语）.
13. ↑  Hogan, Michael. . 每日電訊報. 2018年11月25日  [2018年12月12日]. （原始内容存档于2021-01-11） （英语）.
14. ↑  Power, Ed. . 獨立報. 2018年11月25日  [2018年12月12日]. （原始内容存档于2021-01-11） （英语）.
15. ↑  . TV Fanatic. 2018年11月26日  [2018年12月12日]. （原始内容存档于2021-01-11） （英语）.
16. ↑  Fullerton, Huw. . 廣播時報. 2018年11月22日  [2018年12月12日]. （原始内容存档于2018-11-26） （英语）.
17. ↑  Marcus. . Doctor Who News. 2018年11月26日  [2018年12月12日]. （原始内容存档于2018-11-26） （英语）.
18. ↑  Marcus. . Doctor Who News. 2018年12月4日  [2018年12月12日]. （原始内容存档于2018-12-05） （英语）.
19. ↑  Edwards, Chris. . Digital Spy. 2018年11月25日  [2018年12月12日]. （原始内容存档于2018-11-26） （英语）.

## 外部連結
- "獵巫者" 在 BBC《異世奇人》的主頁
- TARDIS Data Core上的相关条目： 《獵巫者》
- 互联网电影数据库上獵巫者的资料（英文）